# Bekas-M
Bekas-M là loại súng shotgun do nhà máy cơ khí Molot tại Vyatskie Polyany, Kirov Oblast, Nga chế tạo. Súng được phát triển cho thị trường dân sự xuất hiện trên thị trường từ năm 1997 với mục đích chủ yếu là thể thao và săn bắn cũng như để tự vệ. Súng trở nên được biết đến nhiều bởi các thợ săn và những người quan tâm đến sự an toàn cá nhân vì nó rất thoải mái khi cầm và khá rẻ.
Súng được phát triển từ KS-23 vốn cũng là loại shotgun khá nổi trong giới săn bắn nhưng sử dụng đạn 16 gauge được sản xuất năm 1997. Vì thế Bekas-M cũng được sản xuất với hai cỡ đạn là 12 và 16 gauge.

## Thiết kế
Bekas-M sử dụng cơ chế nạp đạn kiểu bơm cơ bản. Ống đạn 6 viên nằm dọc phía dưới nòng súng, số lượng đạn chứa trong ống còn tùy vào chiều dài của viên đạn. Nòng súng được mạ crôm để tránh bị ăn mòn và ống bóp độ tản mác của đạn chùm có thể dễ dàng tháo ráp bởi chốt và rãnh xoắn ốc ở đầu nòng súng. Đạn được nạp từ khe nằm ở phía dưới thân súng, phía sau ống đạn. Nút khóa an toàn nằm ở ngay phía sau cò súng, nó sẽ khóa cố định không cho hệ thống điểm hỏa hoạt động.
Hệ thống nhắm cơ bản của súng là điểm ruồi và dù có thiết kế khá đơn điệu không có tính năng như thanh răng để gắn thêm các bộ phận hỗ trợ tác chiến nhưng súng vẫn hoạt động tốt. Súng có nhiều biến thể khác nhau nhưng hầu hết chỉ khác nhau ở cỡ đạn sử dụng, chiều dài nòng, báng súng...